# Velký Osek
Pour les articles homonymes, voir Osek.
Velký Osek (en allemand : Groß Wossek) est une commune du district de Kolín, dans la région de Bohême-Centrale, en République tchèque. Sa population s'élevait à 2 608 habitants en 2024.

## Géographie
Velký Osek se trouve à 8 km au sud-sud-est de Kolín et à 55 km à l'est de Prague.
La commune est limitée par Libice nad Cidlinou et Opolany au nord, par Sány au nord-est, par Volárna à l'est, par Ovčáry et Veltruby au sud, et par Pňov-Předhradí à l'ouest.

## Histoire
La première mention écrite de la localité date de 1052.

## Transports
Par la route, Velký Osek se trouve à 9 km de Kolín et à 61 km de Prague.